# Nomic (juego)
Nomic es un juego creado en 1982 por el filósofo Peter Suber en el que las reglas del juego incluyen mecanismos para que los jugadores cambien dichas reglas, normalmente comenzando con un sistema de votación. 

Nomic es un juego donde cambiar la reglas es una jugada. En este sentido difiere de casi cualquier otro juego. La principal actividad de Nomic es proponer cambios en las reglas, debatir la necesidad de cambiarlas en ese sentido, votar los cambios, decidir qué puede y qué no puede cambiarse, y hacerlo. Incluso esta regla básica, por supuesto, puede cambiarse.
Peter Suber, The Paradox of Self-Amendment, Appendix 3, p. 362.

Nomic de hecho se refiere a un gran número de juegos basados en el conjunto de reglas propuesto por Peter Suber en su libro The Paradox of Self-Amendment Archivado el 4 de septiembre de 2006 en Wayback Machine. (El conjunto de reglas fue, de hecho, publicado por primera vez en la columna de Douglas Hofstadter Metamagical Themas en Scientific American en junio de 1982. La columna discutía el libro de Suber, entonces próximo a publicarse, lo cual sucedería algunos años más tarde). El juego está de alguna manera modelado en sistema de gobierno moderno, y muestra que en cualquier sistema tal que los cambios de reglas sean posibles, podría darse la situación de que las leyes resultantes sean contradictorias o insuficientes para determinar qué es de hecho legal. Dado que el juego refleja (e ilustra cuestiones conceptuales sobre) un sistema legal y los problemas de la interpretación legal, su nombre proviene de “nomos”, que en griego significa "ley".
Mientras que la condición para ganar en el conjunto inicial de reglas de Suber es la acumulación de 100 puntos al tirar un dado, sostiene que "esta regla es deliberadamente aburrida para que los jugadores rápidamente lo enmienden para su satisfacción." Los jugadores pueden cambiar las reglas hasta tal grado que los puntos pueden ser despreciados en favor de una auténtica moneda, o hacer la victoria un asunto sin importancia. Cualquier regla del juego, incluyendo las reglas que especifican los criterios para ganar e incluso la regla que establece que las reglas deben obedecerse, pueden cambiarse. Cualquier vacío en las reglas, sin embargo, permitiría al primer jugador en descubrirlo aprovecharlo para cambiar la ley a su antojo y modificar las reglas para ganar el juego. Para complicar esta posibilidad, el conjunto inicial de reglas de Suber permite el nombramiento de jueces para tomar decisiones sobre la interpretación de las reglas.

## Forma de juego
El juego se puede jugar cara a cara con tantas notas escritas como se necesiten, o a través de cualquier número de medios informáticos (normalmente una lista de correos o un foro de internet).
Inicialmente, el juego circula en el sentido de las agujas del reloj, con cada jugador consumiendo un turno. En ese turno, proponen un cambio en las reglas sobre el que todos los demás jugadores votan, y después tira un dado para determinar los puntos que añaden a su puntuación. Si el cambio de reglas es aprobado, entra en efecto al finalizar la ronda. Cualquier regla puede cambiarse con varios grados de dificultad, incluyendo las reglas básicas del propio juego. Como tal, la forma de juego puede cambiar rápidamente.
Las reglas se dividen en dos tipos: mutables e inmutables. La principal diferencia entre ellas es que las reglas inmutables deben ser modificadas para hacerlas mutables (esto es llamado transmutación) antes de que puedan ser modificadas en su contenido o derogadas. Las reglas inmutables tienen prioridad sobre las mutables. Un cambio de regla puede ser:
- la adición de una nueva regla mutable
- la modificación de una regla mutable
- la derogación de una regla mutable
- la transmutación de una regla de mutable a inmutable
- o la transmutación de una regla de inmutable a mutable

Existen conjuntos de reglas adaptados para internet y para listas de correo, donde el orden de juego sucede en orden alfabético por el apellido, y los puntos se ganan en función del éxito de una propuesta de cambio de regla en lugar de las tiradas de dados.

## Variantes
No solo puede ser alterado cada aspecto de las reglas de cualquier forma durante el juego de Nomic, pero muchísimas variantes existen a su vez: algunas que tienen temas, comienzan con una sola regla, o comienzan con un dictador en lugar de un proceso democrático para aprobar reglas. Otras combinan Nomic con un juego ya existente (como Monopoly o ajedrez). Hay incluso una versión donde los jugadores de un juego de Nomic son otros juegos de Nomic. Incluso variantes más inusuales incluyen un conjunto de reglas en las que las reglas permanecen ocultas de la vista de los jugadores, y un juego en el que, en lugar de permitir votar reglas, se divide en dos subjuegos, uno con la regla y otro sin ella.
Hay versiones en línea que a menudo tienen conjuntos de reglas iniciales donde el juego no es por turnos; típicamente, los jugadores de dichos juegos pueden proponer cambios de reglas en cualquier momento, en lugar de esperar su turno.

## Juego en línea
El juego de Nomic está particularmente adaptado para ser jugado en línea, donde todas las propuestas y reglas pueden ser compartidas en páginas web o archivos de correo electrónico para fácil consulta. Tales juegos de Nomic a veces duran muchísimo tiempo. Agora ha estado jugándose desde 1993. La longevidad de los juegos de Nomic puede suponer un serio problema, que los conjuntos de reglas se compliquen tanto que los jugadores actuales no los entiendan por completo y los potenciales jugadores se inhiban de incorporarse. Un juego activo en la actualidad, BlogNomic, resuelve este problema dividiendo el juego en “dinastías”; cada vez que alguien gana, una nueva dinastía comienza, y todas las reglas excepto unas pocas escogidas son derogadas. Esto mantiene el juego relativamente simple y accesible. Nomicron es parecido en que tiene rondas — cuando un jugador gana una ronda, se celebra una convención para planificar la siguiente ronda. Varias rondas experimentan con conjuntos de reglas diferentes.
Otra faceta de Nomic es la forma en la que la aprobación de las reglas afecta a la forma en la que funciona el propio juego. ThermodyNomic, por ejemplo, tenía un conjunto de reglas en los que los cambios eran cuidadosamente examinadas antes de su aprobación, y raramente se aprobaban reglas que proporcionaran vacíos legales que pudieran explotar los jugadores. B Nomic, por el contrario, era descrito por uno de sus jugadores como"el equivalente a lanzar granadas de mano lógicas."
Esta es esencialmente la diferencia entre juegos "de procedimiento", donde el objetivo (expreso o tácito) es llevar todo el conjunto de reglas a una condición paradójica cada turno (un jugador que no pueda hacer un movimiento legal gana), y juegos "sustantivos", en los que se trata de evitar la paradoja y conseguir ciertos objetivos, como conseguir un número determinado de puntos.
Mientras que Nomic se escribe normalmente en mayúsculas como el nombre propio del juego que describe, también se usa a veces de un modo más informal como un término genérico en minúsculas, nomic, referido a cualquier cosa con características similares a Nomic, incluido juegos donde las reglas pueden ser cambiadas durante el juego.
- Datos: Q1449443